# Émile Léonard Mathieu
Émile Léonard Mathieu, född 15 maj 1835 i Metz, död 19 oktober 1890 i Nancy, var en fransk matematiker som är mest känd för sitt arbete inom gruppteori och matematisk fysik. Mathieufunktioner, Mathieugrupper och Mathieutransformationen är uppkallade efter honom. Mathieu författade ett verk inom matematisk fysik om sex volymer, Traité de physique mathématique.